# Bradbury Building
Bradbury Building je architektonická památka v centru Los Angeles v Kalifornii. Pětipodlažní kancelářská budova byla postavena v roce 1893 a je známá pro své mimořádné prosvětlené atrium s ochozy, schody a výtahy s bohatou výzdobou. Zadavatelem stavby byl milionář a majitel dolů na zlato v Los Angeles Lewis L. Bradbury. Bradbury pověřil vyprojektováním budovy architekta Sumnera Hunta, posléze jej nahradil architektem Georgem H. Wymanem, který měl lépe naplnit jeho představy. Podle některých zdrojů ale George H. Wyman dále neměnil původní návrh. Budova byla přidána na seznam národního registru historických míst v roce 1971 a v roce 1977 byla vyhlášena národní kulturní památkou, čímž se stala jednou z pouhých čtyř kancelářských budov v Los Angeles, které byly na seznam zapsány, a je nejstarší památkovou budovou města. Budova se objevila také v mnoha filmových a televizních záběrech.

## Architektura
Budova je navržena převážně v novorománském slohu, ale je značně ovlivněna také stylem chicagské školy. Fasáda budovy je z cihel hnědé barvy, pískovce a z terakotových obkladů s novorenesančními ornamenty. Podstatně zajímavější než vnějšek budovy je interiér se svou prostornou a světlou dvoranou, která je krytá proskleným stropem. Uvnitř se nacházejí 2 bohatě zdobené výtahy. Stěny jsou obloženy glazovanými i neglazovanými růžovými a žlutými cihlami. Dále byl použit mramor z Itálie a dlaždice z Mexika. Železná zábradlí schodišť a ochozů byla vyrobena ve Francii a před instalací v budově byla vystavována na Světové výstavě v Chicagu 1893.

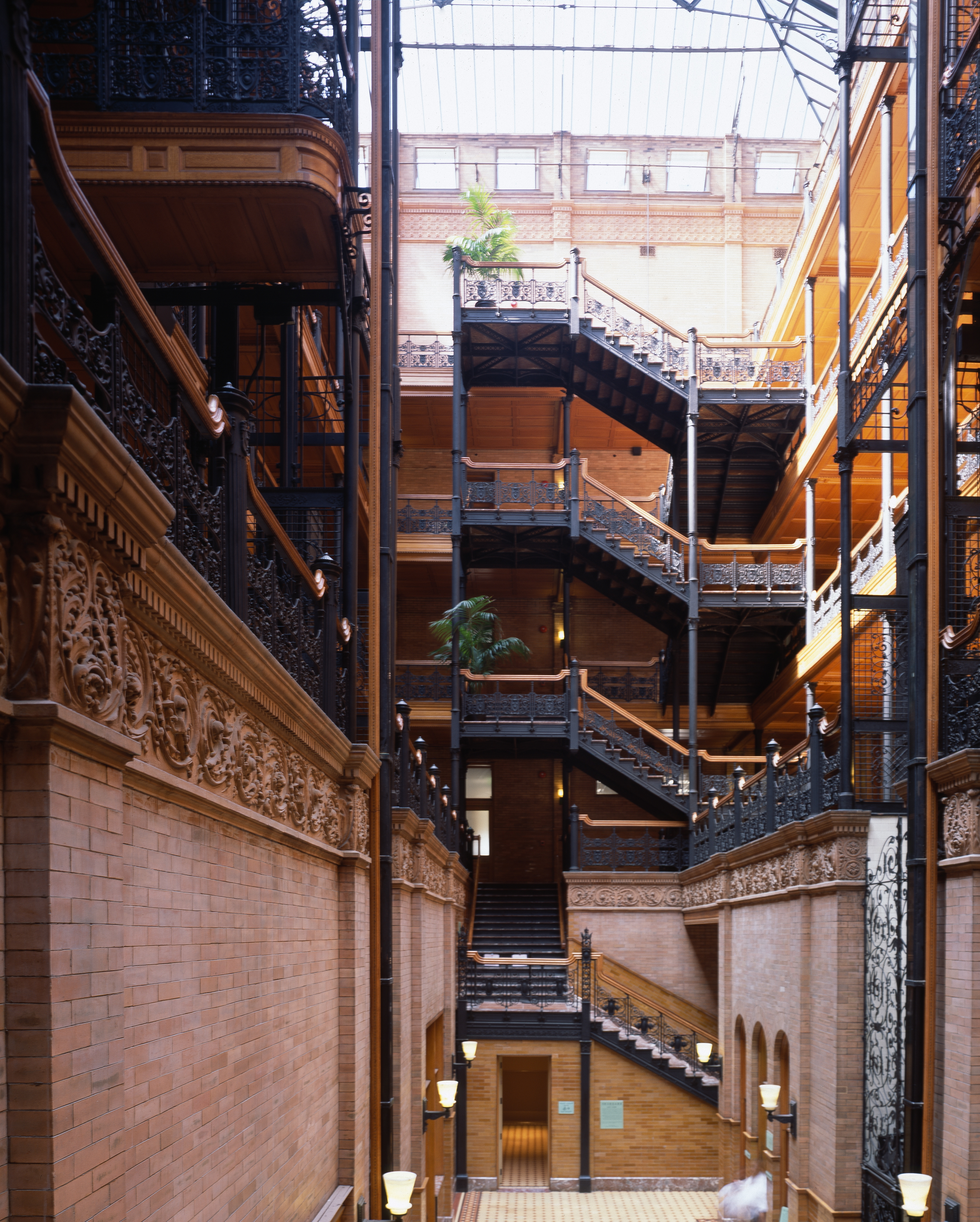
interiér stavby

## V kultuře
Interiér budovy se objevil v mnoha filmech, z nichž nejznámější byl asi Blade Runner; jako další příklad lze uvést 500 dní se Summer, Vlk (1994) či The Artist (2011).